# Ermida de Nossa Senhora dos Remédios (Lajes)
A Ermida de Nossa Senhora dos Remédios localiza-se na freguesia das Lajes, Município da Praia da Vitória, na ilha Terceira, nos Açores.

## História
Remonta possívelmente ao século XVII, à veneração de uma imagem da Virgem, resguardada à beira do caminho em um nicho rústico de pedra. No final século XVIII, com o aumento da população, graças à doação de um terreno pelos descendentes de D. Inácio Castiblanco do Canto e Sampaio em 1796, e às esmolas para esse fim recolhidas, foi erguida a ermida, possívelmente em 1797 ou 1798.
Durante a crise sísmica de 1800-1801 a edificação ficou arruinada.
No contexto da Guerra Civil Portuguesa o seu sino foi recolhido em 1829 para ser refundido e com o bronze assim obtido cunhar-se moeda em Angra.
O terramoto de 1841 arruina novamente o templo, reconstruido nos anos de 1842 e 1843.
De acordo com um documento publicado pelo Bispado de Angra do Heroísmo, esta ermida teve muitos estragos ficando impossibilitada de servir ao culto em resultado dos estragos causados pelo terramoto do dia 1 de Janeiro de 1980.

## Características
Apresenta planta em "L" com dois pisos que dão forma à ermida e a uma casa de romeiros. O adro apresenta planta recortada, um poço e alguns anexos.
A fachada principal da ermida apresenta um soco saliente, limitada pelos lados por cunhais, e é rematada por uma cornija ondulada. Encontra-se dividida em três secções por meio de pilastras encimadas por pináculos.
A parte central é mais larga e corresponde ao corpo principal da ermida propriamente dita. Tem, ao centro, uma porta encimada por uma janela e uma cruz sobre o cume da cornija. Os dois vãos são encimados por cornijas dotadas de pináculos nas extremidades. Na parte central da fachada existem ainda três cartelas lisas, sendo uma axial, sob a cruz, e as outras duas, uma de cada lado da janela.
As secções laterais da ermida apresentam uma janela dotada de sacada em cantaria trabalhada e guarda em ferro fundido. Todos os postos da fachada principal têm verga curva e ombreiras boleadas.
As fachadas laterais, igualmente delimitadas por cunhais, com socos salientes são rematadas por cornijas rectas sob beirais, têm vãos em ambos os pisos cujas molduras são contínuas do soco à cornija delimitando aventais rectangulares.
Na parede lateral do lado direito eleva-se uma escada de pedra com balcão que dá acesso ao piso superior. O acesso ao piso térreo faz-se sob o balcão, por dois vãos consecutivos em abóbada de berço perfeito, separados por uma coluna de secção quadrangular com capitel simples. No vão da direita situam-se duas pias em cantaria.
A capela tem um interior dotado de uma nave única, separada da capela-mor por intermédio de um degrau e de uma balaustrada em madeira. O retábulo foi elaborado em pedra pintada.
Ainda se encontra nesta capela um coro sobre a entrada que se prolonga por um púlpito do lado do evangelho. Do mesmo lado fica a porta de acesso a uma antiga sacristia onde ainda se encontra um lavabo em cantaria.
Esta ermida foi construída em alvenaria com pedra rebocada e caiada a cal de cor branca, à excepção do soco, das pilastras, das cornijas, das molduras, dos aventais e do balcão, pavimento, guarda e banquetas que são em cantaria à vista. As janelas nas fachadas laterais são de guilhotina de três folhas. A cobertura apresenta-se feita em duas águas com telha de meia-cana tradicional dos Açores e rematada por beiral simples.
O acesso à ermida faz-se por um lanço de escadas de cada lado.
No adro existe um espaço retangular acessível através de um arco encostado a um vão de verga recta onde se lê a inscrição "1794".
No jardim da ermida, de fronte à fachada lateral do lado direito, há um poço dotado de boca circular feito em cantaria. No muro exterior deste espaço, e ao mesmo plano da fachada principal do edifício, existe uma pedra embutida, com um nicho axial enquadrado por duas inscrições voltadas para o exterior.